# Karaglukh
Karaglukh (in armeno Քարագլուխ?) è un comune di 831 abitanti (2001) della Provincia di Vayots Dzor in Armenia.